# Тарандакуао (муниципалитет)
Тарандакуао (исп. Tarandacuao) — муниципалитет в Мексике, штат Гуанахуато, с административным центром в одноимённом городе. Численность населения, по данным переписи 2010 года, составила 11 641 человек.

## Общие сведения
Название Tarandacuao с языка пурепеча можно перевести как «место, где входит вода».
Площадь муниципалитета равна 121 км², что составляет 0,39 % от общей площади штата. Он граничит с другими муниципалитетами штата Гуанахуато: на северо-востоке с Херекуаро, на северо-западе с Акамбаро, а на юге граничит с другим штатом Мексики — Мичоаканом.

## Учреждение и состав
Муниципалитет был образован 14 июля 1861 года, в его состав входит 34 населённых пункта, самые крупные из которых:
| Код INEGI | Населённый пункт                                                            | Численность населения (2005 год) | Численность населения (2010 год) |
| --------- | --------------------------------------------------------------------------- | -------------------------------- | -------------------------------- |
| 038       | Всего                                                                       | 10252                            | 11641                            |
| 0001      | Тарандакуао (исп. Tarandacuao) (административный центр)                     | 5739                             | 6058                             |
| 0002      | Буэнависта (исп. Buenavista) 20°00′49″ с. ш. 100°30′50″ з. д.               | 445                              | 724                              |
| 0012      | Ла-Пурисима (исп. La Purísima) 19°59′33″ с. ш. 100°30′08″ з. д.             | 456                              | 586                              |
| 0015      | Сан-Хосе-де-Порто (исп. San José de Porto) 20°02′08″ с. ш. 100°33′45″ з. д. | 429                              | 504                              |
| 0006      | Асьенда-Вьеха (исп. Hacienda Vieja) 20°00′24″ с. ш. 100°30′07″ з. д.        | 436                              | 470                              |

## Экономика
По статистическим данным 2000 года, работоспособное население занято по секторам экономики в следующих пропорциях: сельское хозяйство, скотоводство и рыбная ловля — 38,3 %, промышленность и строительство — 23,5 %, сфера обслуживания и туризма — 36,5 %, прочее — 1,7 %.

## Инфраструктура
По статистическим данным 2010 года, инфраструктура развита следующим образом:
- электрификация: 97 %;
- водоснабжение: 97,8 %;
- водоотведение: 91,3 %.

## Фотографии

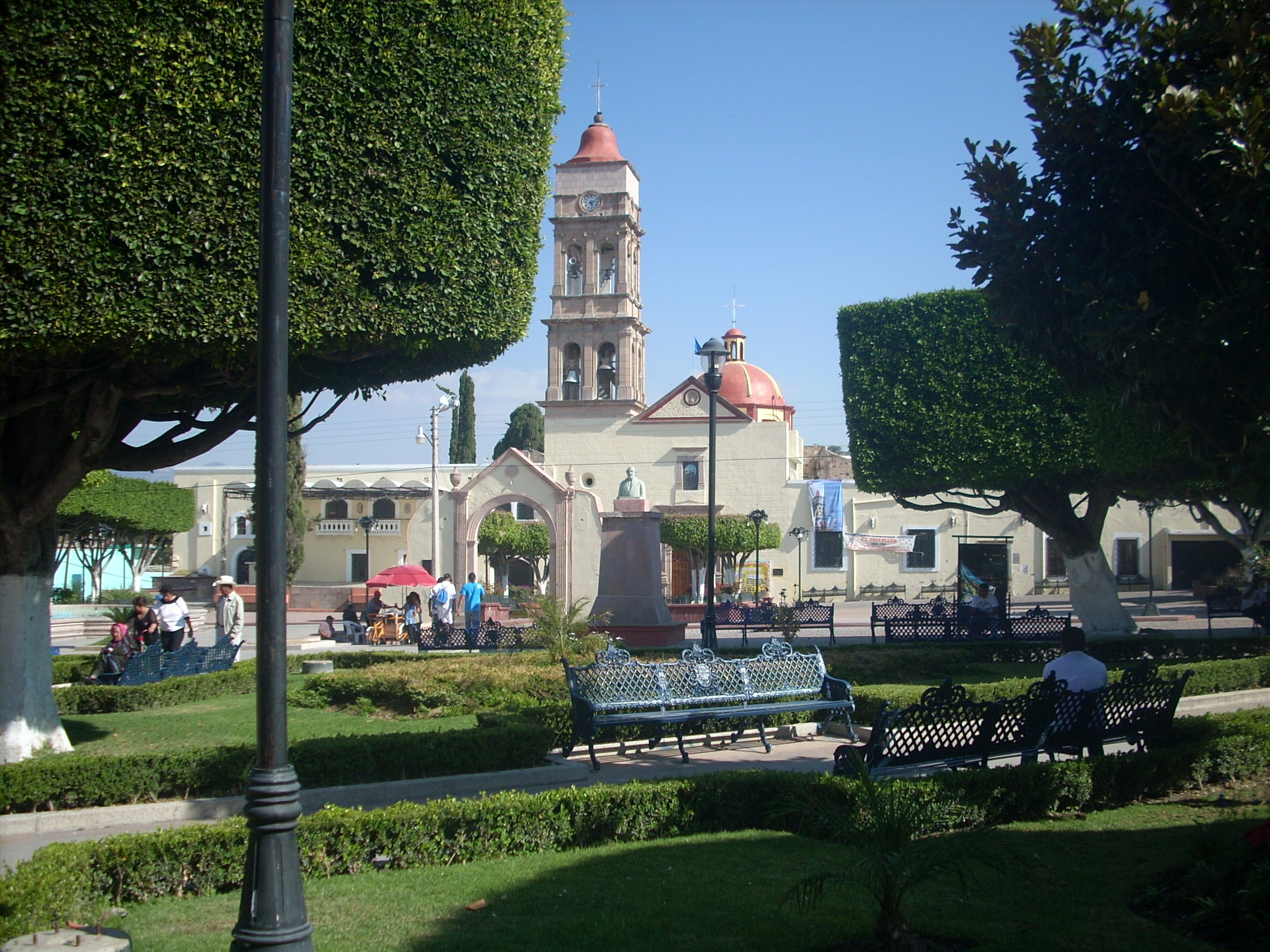
Церковь и сквер в Тарандакуао